# Nick Nuyens
Nick Nuyens (* 5. Mai 1980 in Lier) ist ein ehemaliger belgischer Radrennfahrer. Sein größter Erfolg war der Sieg bei der Flandern-Rundfahrt im Jahr 2011.

## Karriere
Nuyens war ab 2003 Profi bei Quick Step. Seine Spitznamen lauten der Bom van Bevel, Kabouter und Sluipschutter. An der Katholieke Universiteit Leuven erhielt er sein Diplom in Kommunikationswissenschaft. Er war ein ausgezeichneter Fahrer auf Kopfsteinpflaster. Als Junior gewann er 2002 die Flandern-Rundfahrt und wurde belgischer Meister.
Als Profi gewann er später die zwei traditionsreichen belgischen Klassiker Omloop Het Volk und Kuurne–Brüssel–Kuurne, aber auch bei kleineren Etappenrennen in Europa wie der Ster Elektrotoer in den Niederlanden war er schon auf Etappen oder in der Gesamtwertung erfolgreich. Von 2007 bis 2008 fuhr Nuyens bei dem französischen UCI ProTeam Cofidis und seit 2009 für das Rabobank-Team. Zur Saison 2011 wechselte Nuyens zur dänischen Mannschaft Saxo Bank SunGard. In diesem Jahr konnte er überraschend die Flandern-Rundfahrt vor Sylvain Chavanel und Fabian Cancellara für sich entscheiden und damit seinen bislang größten Erfolg einfahren.
Ende der Saison 2014 beendete er seine Karriere.

## Erfolge
2002
- Flandern-Rundfahrt (U23)
- Belgischer Meister Straßenrennen (U23)

2004
- Gesamtwertung und eine Etappe Ster Elektrotoer
- Paris–Brüssel
- Grand Prix de Wallonie
- GP Industria & Commercio di Prato

2005
- Omloop Het Volk
- Gesamtwertung und zwei Etappen Tour of Britain
- Grand Prix de Wallonie

2006
- Kuurne–Brüssel–Kuurne
- eine Etappe Tour de Suisse

2007
- Gesamtwertung und eine Etappe Etoile de Bessèges
- eine Etappe ENECO Tour

2009
- Grand Prix de Wallonie

2010
- eine Etappe Österreich-Rundfahrt

2011
- Dwars door Vlaanderen
- Flandern-Rundfahrt

## Teams
- 2003 bis 2004 Quick Step-Davitamon
- 2005 Quick Step
- 2006 Quick Step-Innergetic
- 2007 bis 2008 Cofidis
- 2009 bis 2010 Rabobank
- 2011 bis 2012 Saxo Bank SunGard
- 2013 bis 2014 Garmin Sharp